# صلاة قبل الفجر (فلم)
صلاة قبل الفجر (بالإنجليزية: A Prayer Before Dawn) هو فيلم دراما فرنسي-بريطاني من إخراج جان-ستيفان سافير سنة 2017، وبطولة جو كول. وهو مُقتبس من كتاب (Prayer Before Dawn: My Nightmare in Thailand's Prisons) لبيلي مور.
تم عرض الفيلم لأول مرة في مهرجان كان السينمائي 2017 في 19 مايو 2017.

## القصة
يحكي الفيلم قصة «بيلي مور» (جو كول) وهو مدمن مخدرات بريطاني يقضي عقوبة السجن في إصلاحية «كلونج بريم» لمدة ثلاث سنوات.

## روابط خارجية
- مقالات تستعمل روابط فنية بلا صلة مع ويكي بيانات

لا توجد روابط لمواقع التواصل الاجتماعي.